# Маккрірі (округ, Кентуккі)
Шаблон:StateAbbr_ 36°44′ пн. ш. 84°29′ зх. д. / 36.74° пн. ш. 84.48° зх. д.
Округ Маккрірі (англ. McCreary County) — округ (графство) у штаті Кентуккі, США. Ідентифікатор округу 21147.

## Історія
Округ утворений 1912 року.

## Демографія
За даними перепису 
2000 року 
загальне населення округу становило 17080 осіб, усе сільське.
Серед мешканців округу чоловіків було 8406, а жінок — 8674. В окрузі було 6520 домогосподарств, 4756 родин, які мешкали в 7405 будинках.
Середній розмір родини становив 3,03.
Віковий розподіл населення поданий у таблиці:
| Стать    | До 15 років | 15-21 | 22-29 | 30-39 | 40-49 | 50-65 | 65-85 | Понад 85 |
| -------- | ----------- | ----- | ----- | ----- | ----- | ----- | ----- | -------- |
| Чоловіки | 1964        | 1055  | 856   | 1202  | 1166  | 1408  | 703   | 52       |
| Жінки    | 1856        | 893   | 935   | 1268  | 1221  | 1446  | 929   | 126      |

## Суміжні округи
- Пуласкі — північ
- Лорел — північний схід
- Вітлі — схід
- Кемпбелл, Теннессі — південний схід
- Скотт, Теннессі — південь
- Вейн — захід

## Виноски
1. ↑  U.S. Decennial Census. United States Census Bureau. Архів оригіналу за 26 квітня 2015. Процитовано 17 серпня 2014.
2. ↑  Historical Census Browser. University of Virginia Library. Архів оригіналу за 11 серпня 2012. Процитовано 17 серпня 2014.
3. ↑  Population of Counties by Decennial Census: 1900 to 1990. United States Census Bureau. Архів оригіналу за 13 жовтня 2014. Процитовано 17 серпня 2014.
4. ↑  Census 2000 PHC-T-4. Ranking Tables for Counties: 1990 and 2000 (PDF). United States Census Bureau. Архів оригіналу (PDF) за 18 грудня 2014. Процитовано 17 серпня 2014.
5. ↑  State & County QuickFacts. United States Census Bureau. Архів оригіналу за 7 червня 2011. Процитовано 6 березня 2014.(англ.) Наведено за англійською вікіпедією.
6. ↑  American FactFinder. Бюро перепису населення США. Архів оригіналу за 26 лютого 2012. Процитовано 31 січня 2008.

1
| США | Це незавершена стаття з географії США. Ви можете допомогти проєкту, виправивши або дописавши її. |